# Oswald Valentine Sickert
Oswald Valentine Sickert (* 1871; † 1923) war ein britischer Geschäftsmann und Autor. Er war der Sohn des dänisch-deutschen Malers Oswald Sickert. Die Maler Walter Sickert und Bernhard Sickert waren seine Brüder.
Sickert studierte in Cambridge, wo er die Gründung einer wöchentlichen Zeitschrift, des Cambridge Oberserves, mit vorantrieb. In dieser Zeit entstand eine Freundschaft zu Bertrand Russell. Zudem arbeitete er als Geschäftsreisender für die Encyclopædia Britannica; er leitete das Handelsdepartment.
Sickert veröffentlichte unter dem Pseudonym Oswald Valentine den bedeutenden Roman Helen, eine Charakterstudie des späten viktorianischen Zeitalters.